# تشتک (عکاسی)

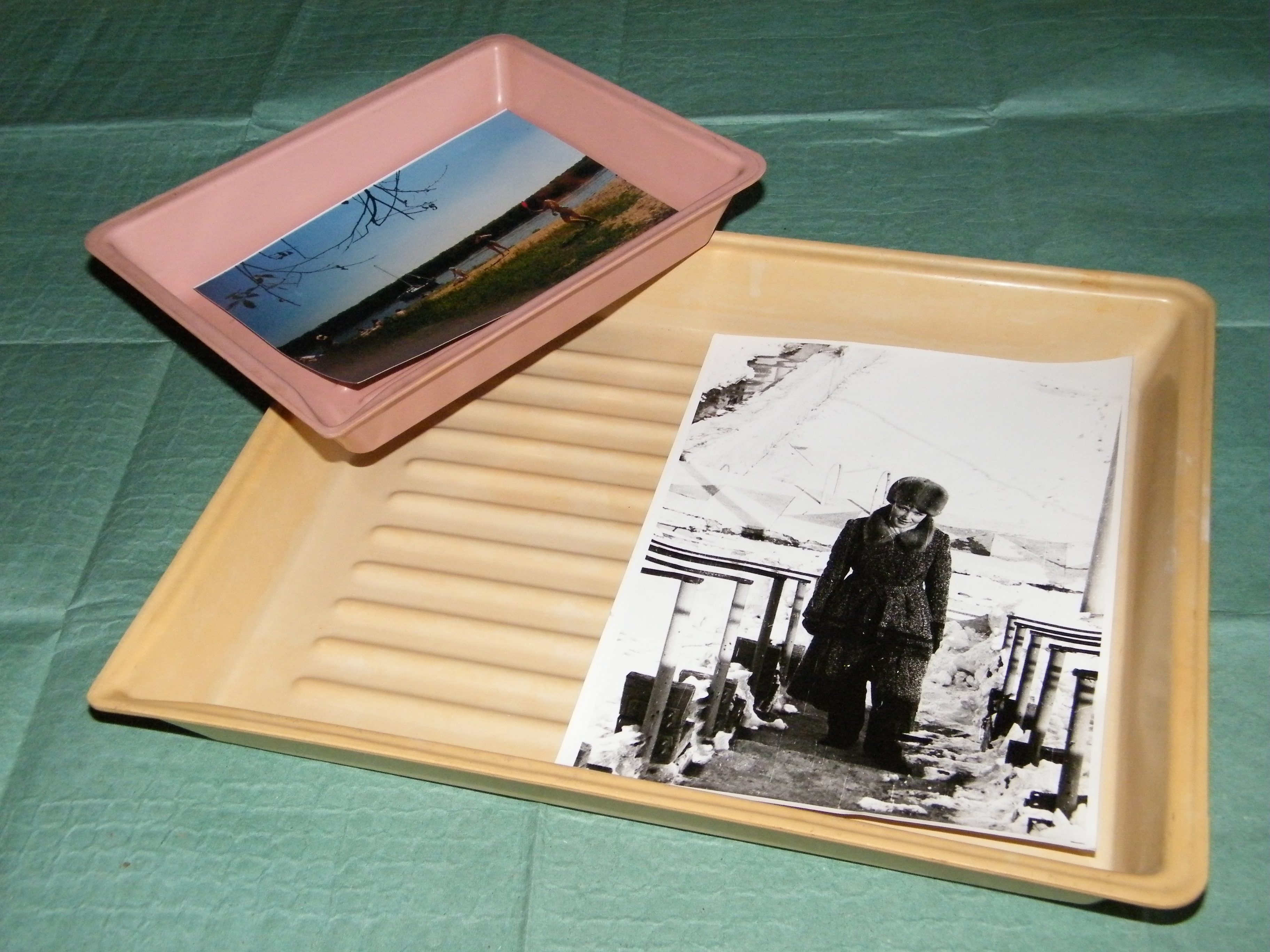
تشتک ظهور و ثبوت کاغذ

تشتک ظرفی برای ظهور، ثبوت و شست‌وشوی مواد عکاسی است. معمولاً از پلاستیک، فولاد ضدزنگ، شیشه، چینی یا کائوچو ساخته می‌شود. تشتک‌ها عموماً به شکل مستطیل ساخته می‌شوند.